# Gusendos de los Oteros
Gusendos de los Oteros est une commune d'Espagne dans la province de León, communauté autonome de Castille-et-León. Elle s'étend sur 24,68 km2 et comptait environ 148 habitants en 2015.